# Akaiwa
Akaiwa (赤磐市 – Akaiwa-Shi) é uma cidade da Província de Okayama.
Em 1 de Novembro de 2006 a população total da cidade era de 45.542 habitantes, com uma densidade demográfica de 217 habitantes por km². A área total é de 209.43 km².
Recebeu o estatuto de cidade a 7 de Março de 2005.